# Jeremias II.

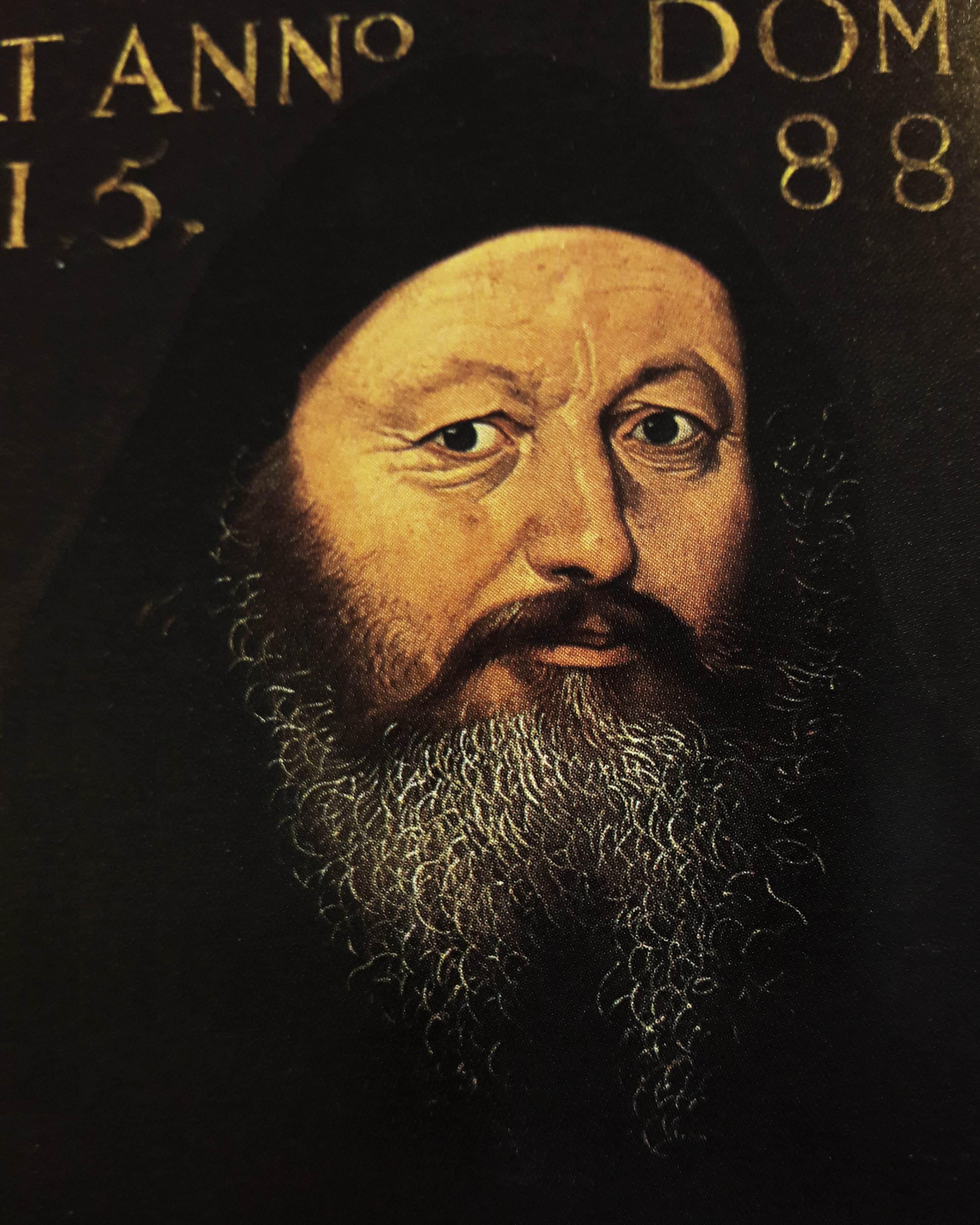
Bildnis von Jeremias II., 1588, Collegium Maius in Krakau

Jeremias II. (* 1536 in Anchailo (heute Pomorie in Bulgarien); † September 1595 in Konstantinopel) mit dem Beinamen Tranos („eine Person von durchdringendem Verstand“) war Patriarch von Konstantinopel: vom 5. Mai 1572 bis 23. November 1579, August 1580 bis 22. Februar 1584 und vom April 1587 bis September 1595.

## Leben
Er wurde in Anchailo am Schwarzen Meer als Sohn einer einflussreichen und für ihre Frömmigkeit bekannten Familie geboren. Vermutlich studierte er an der Patriarchalen Akademie in Konstantinopel. Mönch wurde er im Ioannes-Prodromos-Kloster von Sozopolis. Zwischen 1564 und 1572 war er Bischof von Larisa (Thessalien).
Jeremias wurde mit 36 Jahren zum ersten Mal zum Patriarchen gewählt. Er war der 173. Nachfolger des Apostels Andreas und der 19. ökumenische Patriarch seit dem Fall von Konstantinopel 1453. Als Patriarch umgab er sich mit Gelehrten, die die griechische und lateinische Denkweise kannten, und gründete als erster ein Verlagshaus in Konstantinopel.
Jeremias war einer der fähigsten Patriarchen während der Zeit des osmanischen Reichs, sowohl als Theologe als auch als Administrator, der ein energischer Gegner der Simonie war.
In seine Zeit (1573–1581) fällt der erste ökumenische Dialog zwischen Lutheranern und der orthodoxen Kirche.
Die Übernahme des Gregorianischen Kalenders in den Ländern der Orthodoxie lehnte Jeremias II. nachdrücklich ab.
Während einer Reise nach Moskau erhob er den dortigen Metropolitansitz zum Patriarchat von Moskau und der ganzen Rus und bestellte am 26. Januar 1589 persönlich den damaligen Metropoliten Job zum Patriarchen. Diese erhielt als Geschenk Jeremias’ das griechische Evangeliar Mosqu. GIM Sin. gr. 511 (11. Jh.)